# 藍染カレン
藍染 カレン（あいぞめ かれん、1997年9月29日 - ）は日本の俳優、モデル、アイドル。女性アイドルグループ・ ZOCの元メンバー。CRG所属。

## 経歴
- 2017年、ミスiD2018・大郷剛賞を受賞[1]。
- 2018年、禁断の多数決（第4期）メンバー（2018年脱退）。
- 2018年9月18日から、大森靖子が「共犯者」[注 1]を務めるアイドルグループ・ZOCのメンバーとして活動を始める[3]。
- 2021年10月8日 - 10月12日、ミュージカル『悪ノ娘』出演。初舞台で、主演のリリアンヌ役を務めた[4]。
- 2023年2月10日 - 2月26日、DisGOONie Presents Vol.12 舞台『玉蜻 ～新説・八犬伝』出演[5]。
- 2024年11月4日、東京・GARDEN新木場FACTORYで開催れた『♡秋のTOKYOPINKFES♡2024』（藍染カレン卒業記念ソロライブ『ETERNAL FIGHTER RED』）にて、ZOCから卒業[6][7]。
- 2025年1月31日、1stフォトエッセイ『藍臓』を発売[8]。
- 2025年5月5日、CRG（クリエイティブ・ガーディアン）所属になることを発表[9]。

## 人物・エピソード
岡山県倉敷市で生まれ、神奈川県に住んだあと、中学生の時に熊本県へ引っ越した。
小さい頃、親が与えてくれた家具（勉強机やタンスなど）が全部赤で、部屋に赤い物が多く刷り込み的に赤が好きになる。
3、4歳の頃、よく親に「セーラームーン」のミュージカルに連れて行ってもらっており、いつかミュージカルに挑戦できたらいいなとZOCが始まる当初から思っていた。
中学校では演劇部だったが幽霊部員で、すぐに中学には行かなくなり芝居の経験はなかった。
幼少期より、歌って踊ることが好きでハロプロオタクである。熊本で1人引きこもりながらハロプロのダンスをコピーしてたことから、「熊本のワンルームロンリーダンサー」という肩書きを付けれる。
4歳から14歳までクラシックバレエの教室に通っていた。
ZOC加入以前、元ZOCメンバーのrikoの個人レッスンを受講したことがある。
アイドルの緑川百々子が好きで彼女の活動を追っていくうちにミスiDを知り、「これまでの人生で何もやってないのに、もう10代じゃなくなっちゃうんだな」と思い19歳でミスiD2018に応募する。
本人はアイドルには絶対ならないと思っていたが、大森靖子によりZOCに加入しないかという誘いを受け「こんなにアイドルにならないと頑なになるのは本当はアイドルをやりたいのではないか」と考えを改めZOCに参加することを決意。なお、加入するかどうかの話し合いの場で大森に「カレンは何色がいい〜？」と言われ、「あっ私もう入ってるんだ」と思ったと語っている。
禁断の多数決第4期メンバーとなるも在籍時期に活動がなく1曲も参加しないまま脱退（2024年12月に開催されたワンマンライブ『渋谷の禁断の多数決』に出演。）。
好きなものは酒と読書とコビハムちゃん。
心の中に「わさびちゃん」「からしちゃん」という2匹のハムスターを飼っており心の友としている。
好きな映画は「LEON」。好きなアーティストは、JUDY AND MARY、松浦亜弥、モーニング娘。、椎名林檎。好きな本は、川上弘美の短編集。「三月のライオン」は学生の頃から世界で一番好きな漫画である。

## 出演
ZOC、METAMUSEとしての出演については「ZOC (アイドルグループ)」を参照

### 舞台
- ミュージカル『悪ノ娘』（2021年10月8日 - 12日、草月ホール[17][4] / 2024年3月13日 - 17日、こくみん共済 coop ホール／スペース・ゼロ[18]）- リリアンヌ 役（主演）
- DisGOONie Presents Vol.12 舞台『玉蜻 ～新説・八犬伝』（2023年2月10日 - 19日 東京・EXシアター六本木、2月25日・26日 大阪・COOL JAPAN PARK OSAKA WWホール）- 夕 役[19][5]
- bpm本公演『シーサイド・スーサイド』（2024年5月30日 - 6月2日、こくみん共済 coop ホール／スペース・ゼロ）- 琴音 役[20]
- SEPT presents『WORLD BROKER』（2024年6月21日 - 30日、こくみん共済 coop ホール／スペース・ゼロ）- 楓 役[21][22]
- ミュージカル『神が僕を創る時』（2024年10月19日 - 27日、こくみん共済 coop ホール／スペース・ゼロ） - 若空 役（渡辺みり愛とダブルキャスト）[23]
- ミュージカル『Neo Doll』（2024年11月30日 - 12月8日、シアターH） - ルビー 役（桜井えまとダブルキャスト）[24]
- 舞台『7SEEDS〜春の章〜』（2024年12月20日 - 29日、こくみん共済 coop ホール／スペース・ゼロ） - 甘茶藤子 役[25]
- 舞台『9 R.I.P.』（2025年3月12日 - 16日、こくみん共済 coop ホール／スペース・ゼロ） - 美住レイカ 役[26]
- 朗読劇『ROOM』2025（2025年6月30日・7月1日、シアターサンモール）[27]
- 舞台『アサルトリリィ』-眞說・御台場迎撃戦-（2025年9月20日 - 25日〈予定〉、シアター1010） - 青木夏帆 役[28]
- ハイセンスA3-D 朗読演劇『図書委員界』（2025年10月10日 - 13日〈予定〉、CBGKシブゲキ!!） - コンテン 役[29]

### テレビ番組
- 人生のゲーム実況！思い出GAMES（2020年4月1日〈3月31日深夜〉、中京テレビ）[30]
- 天才てれびくん（2022年2月7日 - 9日[31]、12月5日[32]、2023年1月16日[33]、2025年7月14日[34]、NHK Eテレ）
- 熊本アーティストがテレビで里帰り NES-FES.Presents 2023 NEW YEAR FES（2023年1月2日、テレビ熊本）[35]

### 映画
- ホットギミック ガールミーツボーイ（2019年6月28日、東映）- カレン 役[36]
- 血を吸う粘土 派生（2019年10月11日、ブラウニー）- ナカイケイ 役[37]

### ネット番組
- 買えるバトルクラブ #36【グループ内対決】「ZOC」藍染カレンvs香椎かてぃ！（2019年4月11日、AbemaTV）
- 青木志貴の友達フラグが立ちません…（2020年6月17日、ニコニコチャンネル）
- 猫舌SHOWROOM「豪の部屋」（2021年2月16日、SHOWROOM）
- クナラボ（2022年7月14日、HAKUNA）
- セガにゅー フレンズ（2023年10月19日、YouTube）[38]

### モデル
- Jamieエーエヌケー2019 Collection ー相対性理論Vol.4（2019年）[39]
- Jamieエーエヌケー2020 Spring Collection Vol.3 “フェイクワールド VS ワンダーランド”（2020年）[40]
- 百人百色展3（2020年）[41]
- ha | za | ma 2021 Secondary Collection『legendary clan（伝説の一族）』（2021年）[42][43]
- 電音部 × TRAVAS TOKYO（2023年）[44]
- REFLEM 2023 SPRING COLLABORATION（2023年）[45][46]
- ha | za | ma  2023 Primary collection『UNKNOWN UNKNOWN（未知の未知）』（2023年）[47][48]
- Jamieエーエヌケー SS collection vol.5（2023年）[49][50]
- REFLEM 2023 SUMMER COLLABORATION COLLECTION『REFLEM × KUROMI』（2023年）[51]
- Droptokyo × Hysteric Glamour（2024年）[52]
- Amilige × 檀上大空 collaboration（2025年）[53]
- GRAPE BRAIN × MADE IN WORLD&CO（2025年）[54]

### 参加作品
- 大森靖子
  - 「GIRL'S GIRL」Music Video（2018年7月6日、YouTube）[55]
  - 「NIGHT ON THE PLANET -Broken World-」Music Video（2020年10月28日、YouTube）[56]
  - 「前説ADvance」Music Video（2022年9月1日、YouTube）[57]
  - 「ミス・フォーチュン ラブ」Music Video（2024年10月21日、YouTube）[58]
- TVアニメ地縛少年花子くんオープニングテーマ「No.7」地縛少年バンド（2020年2月26日、ポニーキャニオン） ※コーラスで参加[59]
  - 【TVアニメ『地縛少年花子くん』オープニングテーマ】No.7 Music Video[60]にも出演。
- ミュージカル「悪ノ娘」劇中歌CDアルバム（2021年10月8日、公演会場とamiproSHOPページにて販売[61]）

### イベント・ライブ
- 藍染ランド（2018年12月22日、レンタルスペースAloha）- 出演：藍染カレン、香椎かてぃ、小林司（司会）[62]
- シャニムニ〜屋根裏企画・3人の伝説のOLたち〜（2019年8月23日、LOFT9 Shibuya）- 出演：藍染カレン、ほげちゃん、ろるらり[63]
  - シャニムニ〜屋根裏企画・3人の伝説のOLたち〜（2024年2月8日、LOFT9 Shibuya）- 出演：藍染カレン、ろるらり、ほげちゃん[64]
  - シャニムニ〜屋根裏企画・大阪出張編〜（2024年8月4日、Loft PlusOne West）- 出演：藍染カレン、ろるらり、ほげちゃん[65]
  - シャニムニ FINAL in 横浜（2024年9月13日、NAKED LOFT YOKOHAMA）- 出演：藍染カレン、ろるらり、ほげちゃん
- ZOC 藍染カレン presents『新春 藍染歌祭り』（2022年1月4日、東京カルチャーカルチャー）- 裏方：大森靖子[66]
- こしょとぞめの夏休み2022（2022年7月28日、LOFT9 Shibuya）- 出演：古正寺恵巳（MAPA）、藍染カレン[67]
  - こしょとぞめの冬休み2023（2023年1月5日、LOFT9 Shibuya）- 出演：古正寺恵巳（MAPA）、藍染カレン[68]
  - こしょとぞめの夏休み2023（2023年7月29日、LOFT9 Shibuya）- 出演：古正寺恵巳（MAPA）、藍染カレン[69]
  - こしょとぞめの夏休み2023～大阪でんがな～（2023年8月14日、Loft PlusOne West）- 出演：古正寺恵巳（MAPA）、藍染カレン[70]
  - こしょとぞめの冬休み2024（2024年1月5日、阿佐ヶ谷ロフトA）- 出演：古正寺恵巳（MAPA）、藍染カレン[71]
  - こしょとぞめの夏休み2024（2024年7月28日、阿佐ヶ谷ロフトA）- 出演：古正寺恵巳（MAPA）、藍染カレン[72]
  - 帰ってきた！こしょとぞめの夏休み2025（2025年8月17日、LOFT9 Shibuya）- 出演：古正寺恵巳（MAPA）、藍染カレン[73]
- 藍染BODY（2022年8月29日、東京カルチャーカルチャー）[74]
  - 藍染BODY -END OF '23-（2023年12月31日、LOFT9 Shibuya）[75]
  - 藍染BODY -FINAL FIGHT-（2024年11月2日、IKUSAアリーナ）
- 藍染カレン生誕祭2022（2022年10月3日、Spotify O-WEST）- ゲスト：三品瑠香（わーすた）[76]
  - 藍染カレン生誕祭2023 - 紅の舞踏会-（2023年9月30日、ダンスホール 新世紀）[77]
  - 藍染カレン生誕祭2024 -METAMOL FOREVER-（2024年9月30日、duo MUSIC EXCHANGE）- 出演：藍染カレン、FIGHTER RED BAND[78]
- 藍染晩餐会（2022年12月27日、J-SQUARE品川）[79]
- 藍染ワンルーム-ひとりごと部屋-（2023年6月18日、阿佐ヶ谷LOFT A）[80]
  - 藍染ワンルーム vol.2（2024年4月7日、LOFT PLUS ONE）- トークゲスト：古正寺恵巳（MAPA）[81]
  - 藍染ワンルーム in大阪（2024年8月3日、Loft PlusOne West）[82]
  - 帰ってきた藍染ワンルーム～生まれて10000日目♡バレンタイン～（2025年2月14日、LOFT PLUS ONE）
- でか美のお誕生日会〜世の中桃色〜（2024年5月3日、新宿MARZ）- 出演：でか美ちゃん、藍染カレン、古正寺恵巳（MAPA）、平野友里、絵恋ちゃん、八木沙季[83]
- TOKYO PINK presents『こしょぞめLIVE-春宵一刻-』（2024年5月6日、下北沢SHELTER）- 出演：古正寺恵巳（MAPA）、藍染カレン[84]
- あいぞめいど♡れぼりゅーしょん（2024年9月4日、東京カルチャーカルチャー）[85]
- 藍染メモリートーーーク♡（2024年9月10日、LOFT9 Shibuya）[86]
- 5MAPA☆RETURNS、5MAPA☆FINAL、祝狂生祭vol.25～藍染カレン編～（2024年9月16日、六本木BIGHOUSE）- 3部制（1部・2部は、5MAPA〈古正寺恵巳・宇城茉世・紫凰ゆすら・神西笑夢・藍染カレン〉、３部は現体制MAPAと藍染カレンのツーマンライブ）[87]
- 古正寺恵巳生誕ライブ2024（2024年9月28日、青山月見ル君想フ）- 第二部～紅の幻月～にゲスト出演[88]
- SEPT 11TH ANNIVERSARY LIVE 2DAYS（2024年10月8日・9日、duo MUSIC EXCHANGE）[89]
- 赤とピンク最後の宴 ～せいこカレンライブ～（2024年10月29日、YOKOHAMA Bay Hall）- 大森靖子とのツーマンライブ[90]
  - 赤とピンクの新宿熱帯夜♡せこカレンバンドライブ！（2025年8月4日、新宿LOFT）[91]
- 藍染カレン卒業記念ソロライブ『ETERNAL FIGHTER RED』（2024年11月4日、GARDEN新木場FACTORY）[6]
- 渋谷の禁断の多数決（2024年12月3日、WWW X）[14]
- お稲荷だらけの大忘年会（2024年12月30日、LOFT PLUS ONE）- 出演：藍染カレン、ろるらり、ほげちゃん
- SEPTファンミーティング（2025年5月4日、こくみん共済 coop ホール／スペース・ゼロ）
- 南波一海のヒアヒア in 大阪 -藍染カレンさんの場合-（2025年5月23日、Loft PlusOne West）- 出演：南波一海、藍染カレン
- WACK in the U.K. Vol.6（2025年6月6日、London・The Underworld）- ZOCXの特別メンバーとして出演[92]
- こしょたんたんと雨宿り②（2025年6月15日、阿佐ヶ谷ロフトA）- ゲスト[93]
- でか美祭2025～8月8日はでか美ちゃんINFINITY∞～（2025年8月8日、Spotify O-EAST）[94]

## 書籍
- ZOC BIBLE（2021年4月1日、KADOKAWA）
- 藍染カレン フォトエッセイ『藍臓』（2025年1月31日、玄光社）[8]

### 雑誌
- 週刊プレイボーイ25号（2019年6月10日、集英社）- モデル[95]
- IDOL AND READ 019（2019年6月21日、シンコーミュージック・エンタテイメント）- インタビュー[96]
- IDOL FILE Vol.20 ELEGANCE（2021年1月15日、シンコーミュージック・エンタテイメント）- モデル、表紙巻頭[97][98]
- YPLUS 2022年10月号（2022年9月14日、音羽書房）- モデル[99][100]
- IDOL AND READ 036（2023年9月27日、シンコーミュージック・エンタテイメント）- インタビュー[101]